# Дуррес (область)
Ду́ррес (алб. Qarku i Durrësit) — область на западе Албании. Административный центр — город Дуррес.

## Административное деление
До административно-территориальной реформы 2015 года в состав области входили 2 округа:
| Округ  | Административный центр | Население, чел. (2010) | Площадь, км² | Муниципалитеты                                                                            |
| ------ | ---------------------- | ---------------------- | ------------ | ----------------------------------------------------------------------------------------- |
| Дуррес | Дуррес                 | 242 801                | 433          | Durrës, Gjepalaj, Ishëm, Katund i Ri, Maminas, Manëz, Rrashbull, Shijak, Sukth, Xhafzotaj |
| Круя   | Круя                   | 67 698                 | 333          | Bubq, Cudhi, Fushë-Krujë, Kodër-Thumanë, Krujë, Nikël                                     |

В настоящее время в состав области входят 2 муниципалитета и 117 коммун.
Население 247 345 чел. (2011), площадь 766 км².
Граничит с областями:
- Лежа на севере
- Дибра на востоке
- Тирана на юге